# Ariadna Gaya
Ariadna Gaya Bayo (Barcelona, 6 de diciembre de 1992) es una actriz y modelo española, conocida por interpretar el papel de Aurora Castro Ulloa en la telenovela El secreto de Puente Viejo.

## Biografía
Ariadna Gaya nació el 6 de diciembre de 1992 en Barcelona (España), desde temprana edad mostró inclinación por la actuación.

## Carrera
Ariadna Gaya comenzó a estudiar actuación siendo adolescente y en 2008, a los quince años, debutó en la pantalla grande con el papel de Carla en el largometraje Cobardes dirigido por José Corbacho y Juan Cruz.
En 2008 y 2009 interpretó el papel de Lluna Lobet en la telenovela El cor de la ciutat. En 2010 interpretó el papel de Silvia Ruiz en la película Tres metros sobre el cielo. Posteriormente en 2011 actuó en los cortometrajes Samuel Colt y en 3 minutos y 14 segundos, dirigido por Marta Soria y Mireia Pérez. En 2013 protagonizó el cortometraje Winter Wonderland.
Su consagración llegó de 2013 a 2016 cuando fue elegida por Antena 3 para interpretar el papel de Aurora Castro Ulloa en la telenovela El secreto de Puente Viejo, en la que ingresó a la segunda temporada y luego se convirtió en protagonista de la tercera temporada, junto con Rubén Serrano que hacía el papel de Conrado Buenaventura.
En 2015 protagonizó la obra Night Club Bilderberg dirigida por Reichel Delgado. Al año siguiente, en 2016, protagonizó la obra La luz más oscura dirigida por Sergi Vizcaíno, mientras que en 2017 protagonizó la obra La paradoxa de Protàgoras dirigida por Clàudia Costas y Jordi Manau.
En 2017 apareció en un episodio de la serie La peluquería emitida por La 1 donde interpretó el papel de Lucía, una niña que pierde su teléfono celular que encuentra Miguel, interpretado por Guillermo Ortega. En el mismo año interpretó el papel de Marina en el cortometraje Sin correspondencia dirigido por Nuria Audi. En 2019 protagonizó la obra de teatro Anònims dirigida por David Iglesias y Jordi Manau.
En 2020 interpretó el papel de Laura Benet en la película The Odd Perspective dirigida por Yolanda Torres. En el mismo año protagonizó el cortometraje Ghost dirigido por Joan Álvarez Durán.

## Filmografía

### Cine
| Año  | Título                     | Personaje   | Director                  |
| ---- | -------------------------- | ----------- | ------------------------- |
| 2008 | Cobardes                   | Carla       | José Corbacho y Juan Cruz |
| 2010 | Tres metros sobre el cielo | Silvia Ruiz | Fernando González Molina  |
| 2020 | The Odd Perspective        | Laura Benet | Yolanda Torres            |

### Televisión
| Año       | Título                     | Canal    | Personaje                                                  | Notas         |
| --------- | -------------------------- | -------- | ---------------------------------------------------------- | ------------- |
| 2008-2009 | El cor de la ciutat        | TV3      | Lluna Lobet                                                | 32 episodios  |
| 2013-2016 | El secreto de Puente Viejo | Antena 3 | Aurora Castro Balmes / Aurora Ulloa Balmes / Carmen García | 526 episodios |
| 2017      | La peluquería              | La 1     | Lucía                                                      | 1 episodio    |

### Cortometrajes
| Año  | Título                  | Personaje     | Director                   |
| ---- | ----------------------- | ------------- | -------------------------- |
| 2008 | Samuel Colt             | Marité        | Oleguer Homs               |
| 2011 | 3 minutos y 14 segundos |               | Marta Soria y Mireia Pérez |
| 2013 | Winter Wonderland       | Jordi Estrada |                            |
| 2017 | Sin correspondencia     | Marina        | Nuria Audi                 |
| 2020 | Ghost                   |               | Juan Álvarez-Durán         |

## Teatro
| Año  | Título                    | Director                     | Teatro                   |
| ---- | ------------------------- | ---------------------------- | ------------------------ |
| 2015 | Night Club Bilderberg     | Reichel Delgado              | Microteatro de Barcelona |
| 2016 | La luz mas oscura         | Sergi Vizcaíno               | Teatro Capitol           |
| 2017 | La paradoxa de Protàgoras | Clàudia Costas y Jordi Manau | Teatro Tantarantana      |
| 2019 | Anònims                   | David Iglesias y Jordi Manau | Sala BARTS               |